# Aeroportul Black Tickle
Aeroportul Black Tickle (IATA: YBI, ICAO: CCE4) este un aeroport din Black Tickle⁠(d), Newfoundland și Labrador, Canada ce deservește zona Black Tickle⁠(d). A fost numit după zona deservită.
Situat la o altitudine de 16 m, aeroportul dispune de o singură pistă. Este operat de government of Newfoundland and Labrador⁠(d).